# Orgullosa de Harenc
Orgullosa de Harenc (morta al voltant de 1175), va ser princesa de Antioquía.
Es va casar el 1169 amb el príncep Bohemon III d'Antioquia i va tenir a:
- Ramon IV, comte de Trípoli, mort en 1199,
- Bohemon IV d'Antioquia, comte de Trípoli (com Bohemon I) i príncep d'Antioquía.